# Torneo di Wimbledon 1975
Il Torneo di Wimbledon 1975 è stata la 89ª edizione del torneo di Wimbledon e terza prova stagionale dello Slam per il 1975. Si è giocato sui campi in erba dell'All England Lawn Tennis and Croquet Club di Wimbledon a Londra, in Gran Bretagna, dal 23 giugno al 5 luglio 1975.

## Risultati

### Singolare maschile
Arthur Ashe ha battuto in finale  Jimmy Connors con il punteggio di 6–1, 6–1, 5–7, 6–4.

### Singolare femminile
Billie Jean King ha battuto in finale  Evonne Goolagong con il punteggio di 6–0, 6–1.

### Doppio maschile
Vitas Gerulaitis /  Sandy Mayer hanno battuto in finale  Colin Dowdeswell /  Allan Stone con il punteggio di 7–5, 8–6, 6–4.

### Doppio femminile
Ann Kiyomura /  Kazuko Sawamatsu hanno battuto in finale  Françoise Dürr /  Betty Stöve con il punteggio di 7–5, 1–6, 7–5.

### Doppio misto
Margaret Smith Court /  Marty Riessen hanno battuto in finale  Betty Stöve /  Allan Stone con il punteggio di 6–4, 7–5.

## Junior

### Singolare ragazzi
Chris Lewis ha battuto in finale  Ricardo Ycaza con il punteggio di 6–1, 6–4.

### Singolare ragazze
Nataša Čmyreva ha battuto in finale  Regina Maršíková con il punteggio di 6–4, 6–3.